# Jasminanthes mucronata
Jasminanthes mucronata là một loài thực vật có hoa trong họ La bố ma. Loài này được Francisco Manuel Blanco mô tả khoa học đầu tiên năm 1837 dưới danh pháp Apocynum mucronatum. Năm 1995 W. D. Stevens & P. T. Li chuyển nó sang chi Jasminanthes.

## Hình ảnh

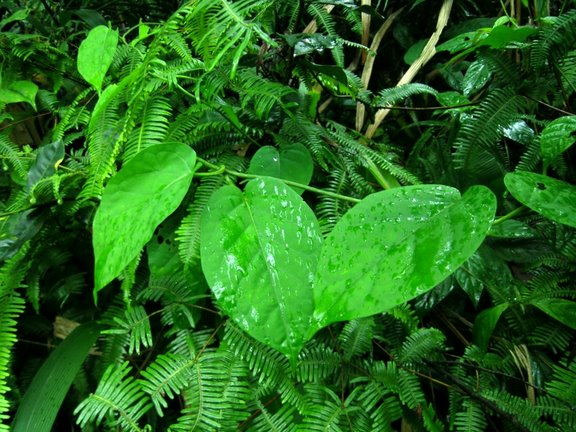